# Gorny Sjtsjit
Gorny Sjtsjit (Russisch: Горный Щит; "bergschild") is een plaats (selo) in het zuidelijke buitengebied van het Russische stedelijke district Jekaterinenburg. De plaats ligt aan de rivier de Oektoes (zijrivier van de Patroesjicha, stroomgebied van de Iset) en aan de hoofdweg tussen Jekaterinenburg en Polevskoj (Polevskoj-trakt).
De plaats werd in 1723 gesticht door Vasili Tatisjtsjev die hier een fort liet bouwen met 5 bastions als bescherming tegen de aanvallen van de Basjkieren, die in 1709 het dorp Verchny Oektoes in de as hadden gelegd en in 1718 en 1721 opnieuw zwaar werd verwoest. Toen de weg vanuit Koengoer naar Siberië gereed kwam in 1725, verloor de plaats sterk aan betekenis.